# Josef Larch
Josef „Sepp“ Larch (* 28. Juli 1930 in Sterzing; † 7. Oktober 2011 in Weyer (Oberösterreich)) war ein oberösterreichischer Bergsteiger. Er wurde hauptsächlich durch die Erstbesteigung des 8034 m hohen Gasherbrum II bekannt.

## Leben
Sepp Larch lebte seit Anfang der 1940er Jahre in Weyer im Ennstal. Mit neunzehn Jahren begann er zu klettern und in den 50-Jahren zählte er zu den profiliertesten europäischen Alpinisten.
1950 durchstieg Larch zusammen mit Kajetan Uriach als Erster die direkte Peternschartenkopf-Nordwand im Gesäuse, 1954 zusammen mit Leo Forstenlechner als Erster die Dachl-Rosskuppen-Verschneidung, damals als eine der schwersten Routen in den Ostalpen angesehen. Darüber hinaus gelangen ihm frühe Durchsteigungen der Nordwände von Eiger (1952 mit Karl Winter aus Scheibbs als Siebter) und Matterhorn (1954 mit Hans Willenpart und Leo Forstenlechner als Achter). 1956 gehörte er zur österreichischen Expedition, der die Erstbesteigung des Gasherbrum II gelang. Am 7. Juli 1956 stand er zusammen mit Fritz Moravec und Hans Willenpart auf dem Gipfel. 1971 durchstieg er zusammen mit Hans Mautner und Hans Schönberger als Erster die Mercedario-Südwand und überschritt mit Kurt Elbl (Naturfreunde-Alpinistengilde) und Hans Schönberger die zwei Gipfel des Pico Polaco in den Anden.
1962 war er Berater für den Film Sein bester Freund von Luis Trenker.
Sepp Larch war seit Oktober 1962 verheiratet und hatte einen Sohn.